# María Guerrero
Pour les articles homonymes, voir Guerrero (homonymie).
María Ana de Jesús Guerrero Torija (Madrid, 1867 ― ibidem, 1928) était une comédienne et directrice de théâtre espagnole.
Elle fonda en 1896, avec son mari Fernando Díaz de Mendoza, acteur et aristocrate, une compagnie de théâtre qui, très acclamée par le public et la critique, contribua à ressusciter le théâtre classique espagnol et se vit d’autre part confier la représentation originale de nombreuses œuvres dramatiques de grands auteurs contemporains. La troupe de María Guerrero entreprit plusieurs tournées dans différents pays d’Europe et d’Amérique latine, en particulier en Argentine, où le couple d’acteurs fonda le théâtre Cervantes, futur Théâtre national de Buenos Aires.

## Biographie

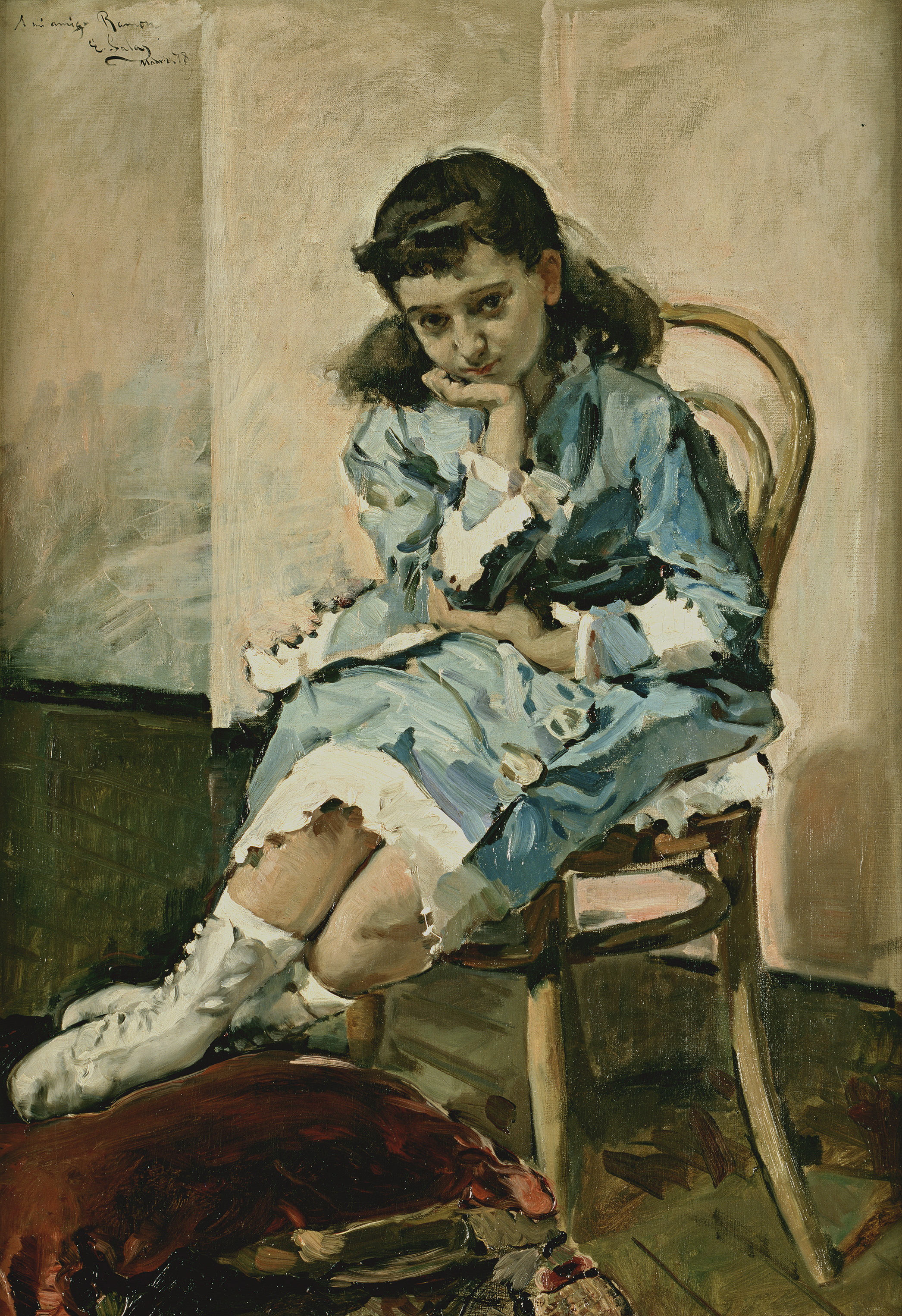
Portrait de María Guerrero en 1878, alors âgée de onze ans, par Emilio Sala.

Après ses études secondaires au Colegio de San Luis de los Franceses à Madrid, María Guerrero s’initia à partir de 1885 à l’art dramatique auprès de l’actrice Teodora Lamadrid. Elle débuta sur la scène le 28 octobre 1885, dans la pièce Sin familia (Sans famille), de Miguel Echegaray, au Teatro de la Comedia de Madrid.
À partir de 1890, déjà en tant qu’actrice-étoile du Teatro Español, elle interpréta, avec grand succès, à la fois des œuvres du répertoire classique et les pièces de l’écrivain (et homme de science) contemporain José Echegaray. En 1891, elle compléta sa formation de comédienne à Paris, chez l’acteur et metteur en scène Benoît-Constant Coquelin. De retour en Espagne, elle commença à jouer au Teatro de la Comedia, mais revint plus tard, en 1894, à l’Español. Pourtant, cette même année encore, elle quitta la compagnie d’Emilio Mario pour constituer la sienne propre. Un an après, elle se trouvera aux côtés de Sarah Bernhardt, interprétant en français la Sphinge.
Elle épousa le 10 janvier 1896 l’acteur Fernando Díaz de Mendoza, aristocrate et Grand d’Espagne, mais ruiné, avec qui elle monta sa propre troupe théâtrale, qui devint bientôt l’une des plus fêtées d’Espagne. À la troupe viendront se joindre, au fil du temps, plusieurs grands noms de la scène espagnole du premier tiers du XXe siècle, notamment María Fernanda Ladrón de Guevara, Catalina Bárcena, María Cancio, Emilio Thuillier, Elena Salvador, Josefina Blanco, Emilio Mesejo, Felipe Carsi, Alfredo Cirera, Hortensia Gelabert, Pedro Codina, Luis Medrano etc.
En 1899, après la naissance de ses deux fils, Luis Ferdinand en 1897 et Carlos Ferdinand en 1898, qui tous deux embrasseront à leur tour le métier d’acteur, elle entreprit une tournée à travers l’Amérique hispanique, tournée qui sera suivie un an plus tard par une autre en France, Belgique et Italie. Dans les années suivantes, elle accomplit plusieurs autres tournées en Amérique latine (en 1908, 1910, 1914...), mais en s’attardant plus particulièrement en Uruguay et en Argentine. Dans la ville argentine de Córdoba, elle participa à l’inauguration du théâtre actuellement dénommé Libertador San Martín (mais qui portait alors encore le nom de théâtre Rivera Indarte), et à Buenos Aires à l’ouverture du théâtre Avenida. Toujours dans la capitale argentine, elle fut, avec son mari, à l’initiative de la création du théâtre Cervantes, dans lequel le couple engagea toute sa fortune, mais qu’il dut, pour raisons financières, céder à l’État fédéral argentin en 1926. En 1925, elle joua à la Manhattan Opera House de New York.

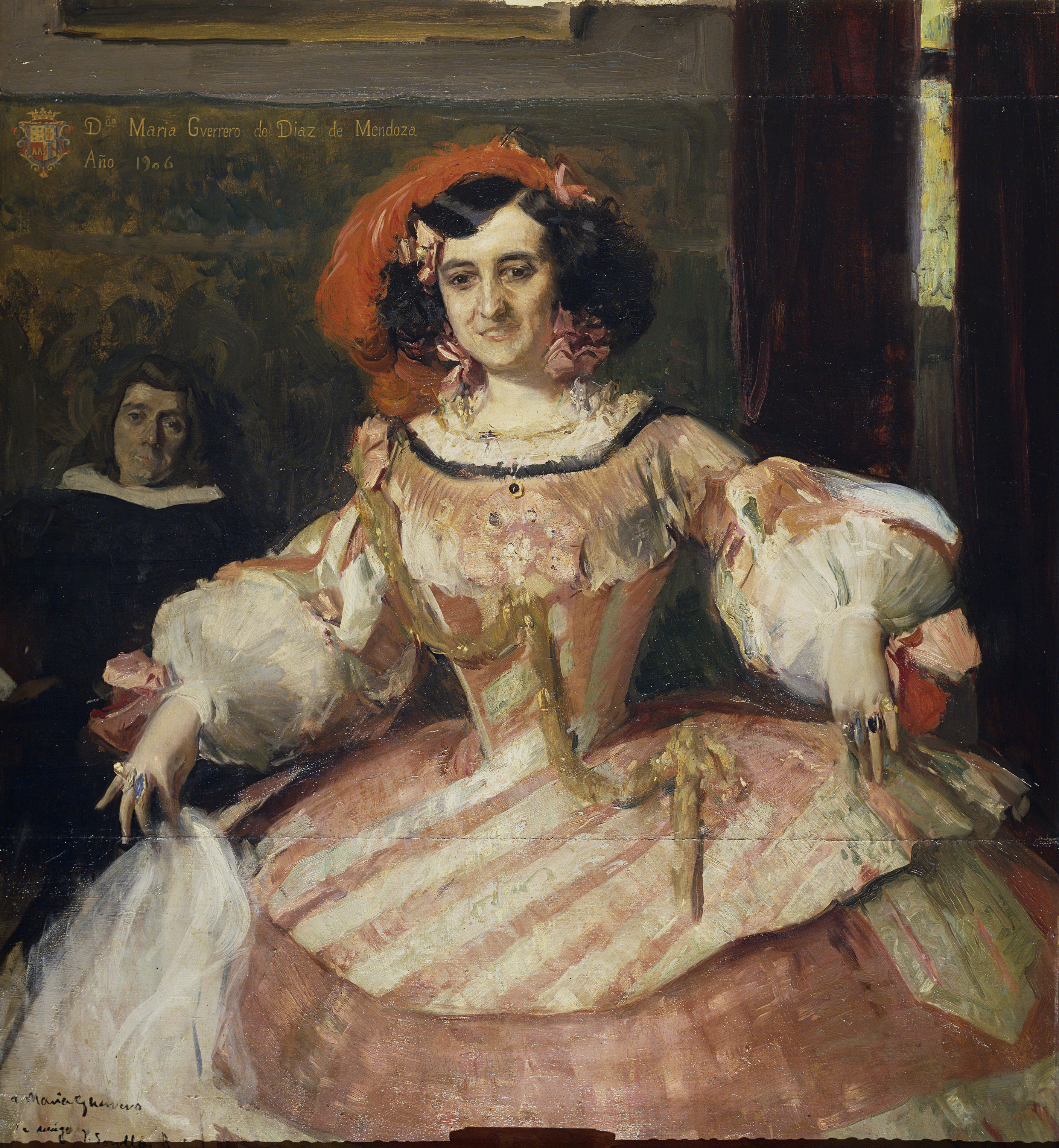
L'Actrice María Guerrero en Dama boba (la Petite Niaise), 1906
Joaquín Sorolla
Musée du Prado, Madrid.

Il lui fut donné, tout au long de sa carrière, de participer à la représentation originale d’œuvres théâtrales de grands auteurs dramatiques contemporains, notamment des prix Nobel de littérature espagnols Jacinto Benavente et José de Echegaray, ou de Benito Pérez Galdós, Eduardo Marquina, del Valle-Inclán et des frères Joaquín et Serafín Álvarez Quintero.
À Madrid existe un théâtre portant son nom : le théâtre María Guerrero — appelé anciennement, et jusqu’à 1931, théâtre de la Princesa —, dont María Guerrero s’était rendue propriétaire en 1909 et où elle eut son domicile à partir de 1918. Le María Guerrero est aujourd’hui l’un des sièges du Centre national d’art dramatique espagnol (Centro Dramático Nacional) .

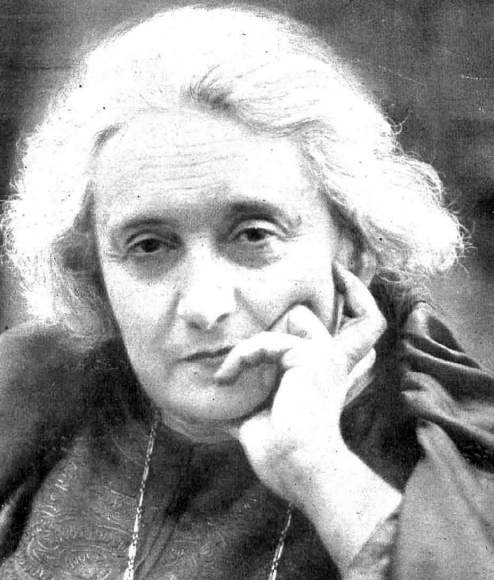
María Guerrero, 1927

Elle s’opposa au mariage de son fils Luis Fernando avec l’actrice Carola Fernán Gómez, qui donna le jour à un enfant, lequel, jamais accepté par la famille Díaz de Mendoza-Guerrero, deviendra l’écrivain, acteur et metteur en scène de cinéma et de théâtre Fernando Fernán Gómez ; plus tard, Luis Fernando épousera María Guerrero López, nièce de la comédienne. Elle fut aussi la grand-mère de l’actrice Mari Carmen Díaz de Mendoza, fille de Carlos Ferdinand et de l’actrice Carmen Larrabeiti.
Elle mourut des suites d’une crise d’urémie, sept jours seulement après avoir été contrainte de suspendre les répétitions de ce qui aurait dû devenir sa prochaine première représentation : Doña Diabla, de Luis Fernández Ardavín. Elle fut inhumée dans le cimetière de La Almudena à Madrid.

## Récompenses
- Fille prééminente (Hija Predilecta) de la ville de Madrid (1922)
- Grand-Croix de l’ordre d'Alphonse XII (1922)

## Interprétations (sélection)
- Sin familia (1885), de Miguel Echegaray.
- Un archimillonario (1886), de Pedro de Novo.
- El primer choque (1889), de Antonio Sánchez Pérez.
- Lo positivo (1890), de Manuel Tamayo y Baus.
- Los irresponsables (1890), de Joaquín Dicenta.
- El sí de las niñas] (1890), de Leandro Fernández de Moratín.
- El vergonzoso en palacio (1890), de Tirso de Molina.
- Don Juan Tenorio (1890), de José Zorrilla, dans le rôle de Doña Inés.
- Un crítico impaciente (1891), de José de Echegaray.
- Realidad (1891), de Benito Pérez Galdós.
- Mariana (1892), de Echegaray.
- La loca de la casa (1893), de Galdós.
- El poder de la impotencia (1893), de Echegaray.
- A la orilla del mar (1893), de Echegaray.
- La de San Quintín (1894), de Galdós.
- La rencorosa (1894), de Echegaray.
- María Rosa (1894), d'Ángel Guimerá.
- Entre bobos anda el juego (1895), de Francisco de Rojas Zorrilla
- El desdén con el desdén  (1895), d'Agustín Moreto.
- Mancha que limpia (1895), de Echegaray.
- El estigma (1895), de Echegaray.
- Teresa (1895), de Leopoldo Alas.
- Voluntad (1895), de Galdós.
- La mujer de Loth (1896), d'Eugenio Sellés.
- La locura de amor (1896), de Tamayo y Baus.
- La calumnia por castigo (1897), de Echegaray.
- La duda (1898), de Echegaray.
- El hombre negro (1898), de Echegaray.
- Cyrano de Bergerac (1899), d'Edmond Rostand.
- La pena (1901), des frères Álvarez Quintero.
- La musa (1902), de Salvador Rueda.
- Malas herencias (1902), d'Echegaray.
- La escalinata de un trono (1903), d'Echegaray.
- La noche del sábado (1903), de Jacinto Benavente.
- Aire de fuera (1903), de Manuel Linares Rivas.
- Mariucha (1903), de Galdós.
- Por qué se ama (1903), de Benavente.
- La desequilibrada (1903), de Echegaray.
- La zagala (1904), des frères Quintero.
- La casa de García (1904), des frères Quintero.
- El dragón de fuego (1904), de Benavente.
- El médico de su honra (1905), de Calderón de la Barca.
- A fuerza de arrastrarse (1905), de Echegaray.
- Barbara (1905), de Galdós.
- Rosas de otoño (1905), de Benavente.
- El susto de la condesa (1905), de Benavente.
- La aventura de los galeotes (1905), des frères Quintero.
- La musa loca (1905), des frères Quintero.
- La sobresalienta (1905), de Benavente.
- Verdad (1906), de Emilia Pardo Bazán.
- Más fuerte que el amor (1906), de Benavente.
- La princesa Bebé (1906), de Benavente.
- Amor de artistas (1906), de Dicenta.
- El genio alegre (1906), des frères Quintero.
- María Estuardo (1906), de Friedrich Schiller.
- Añoranzas (1906), de Manuel Linares Rivas.
- Monna Vanna (1907), de Maeterlink.
- Daniel (1907), de Dicenta.
- El crimen de ayer (1908), de Dicenta.
- El preferido y los cenicientos (1908), de Echegaray.
- Las hijas del Cid (1908), de Eduardo Marquina.
- Amores y amoríos (1908), des frères Quintero .
- La araña (1908), d'Ángel Guimerá[2].
- Las flores (1908), des frères Quintero.
- Doña María la Brava (1909), de Eduardo Marquina.
- La fuente amarga (1910), de Manuel Linares Rivas.
- La flor de la vida (1910), des frères Quintero.
- En Flandes se ha puesto el sol (1910), de Marquina.
- La tragedia del beso (1910), de Carlos F. Shaw
- Voces de gesta (1911), de Valle-Inclán.
- Primavera en otoño (1911), de Gregorio Martínez Sierra.
- El rey trovador (1911), de Marquina.
- La alcaldesa de Pastrana (1911), de Marquina.
- Rosa y Rosita (1911), des frères Quintero
- El alcázar de las perlas (1911), de Francisco Villaespesa.
- Doña Desdenes (1912), de Manuel Linares Rivas.
- La Marquesa Rosalinda (1912), de Valle-Inclán.
- Malvaloca (1912), des frères Quintero.
- Cuando florezcan los rosales (1913), de Marquina.
- El retablo de Agrellano (1913), de Marquina.
- La Malquerida (1913), de Jacinto Benavente.
- Mamá (1913), de Gregorio Martínez Sierra.
- Alceste (1914), de Galdós.
- La garra (1914), de Manuel Linares Rivas.
- La fuerza del mal (1914), de Linares Rivas.
- Una mujer (1914), de Marquina.
- Las flores de Aragón (1914), de Marquina.
- El collar de estrellas (1915), de Benavente.
- El duque de El (1915), des frères Quintero.
- Campo de armiño (1916), de Benavente.
- El Gran Capitán (1916), de Marquina.
- Los cachorros (1918), de Benavente.
- El último pecado (1918), de Pedro Muñoz Seca.
- La verdad de la mentira (1918), de Muñoz Seca.
- La calumniada (1919), des frères Quintero.
- La vestal de Occidente (1919), de Benavente.
- Una pobre mujer (1920), de Benavente
- El abanico de Lady Windermere (1922), d'Oscar Wilde.
- Dentro de un siglo (1921), de Muñoz Seca.
- La enemiga (1922), de Nicodemi.
- La dama de armiño (1922), de Luis Fernández Ardavín.
- El doncel romántico (1922), de Fernández Ardavín.
- Los frescos (1922), de Muñoz Seca.
- Lecciones de buen amor (1924), de Benavente.
- La vidriera milagrosa (1924), de Fernández Ardavín.
- Un par de botas (1924), de Benavente.
- El pobrecito carpintero (1924), de Marquina.
- Doña Diabla (1925), de Fernández Ardavín.
- Don Luis Mejía (1925), de Marquina.
- Desdichas de la fortuna o Julianillo Valcárcel (1926), de Manuel y Antonio Machado.
- Via crucis (1928), de Fernández Ardavín.

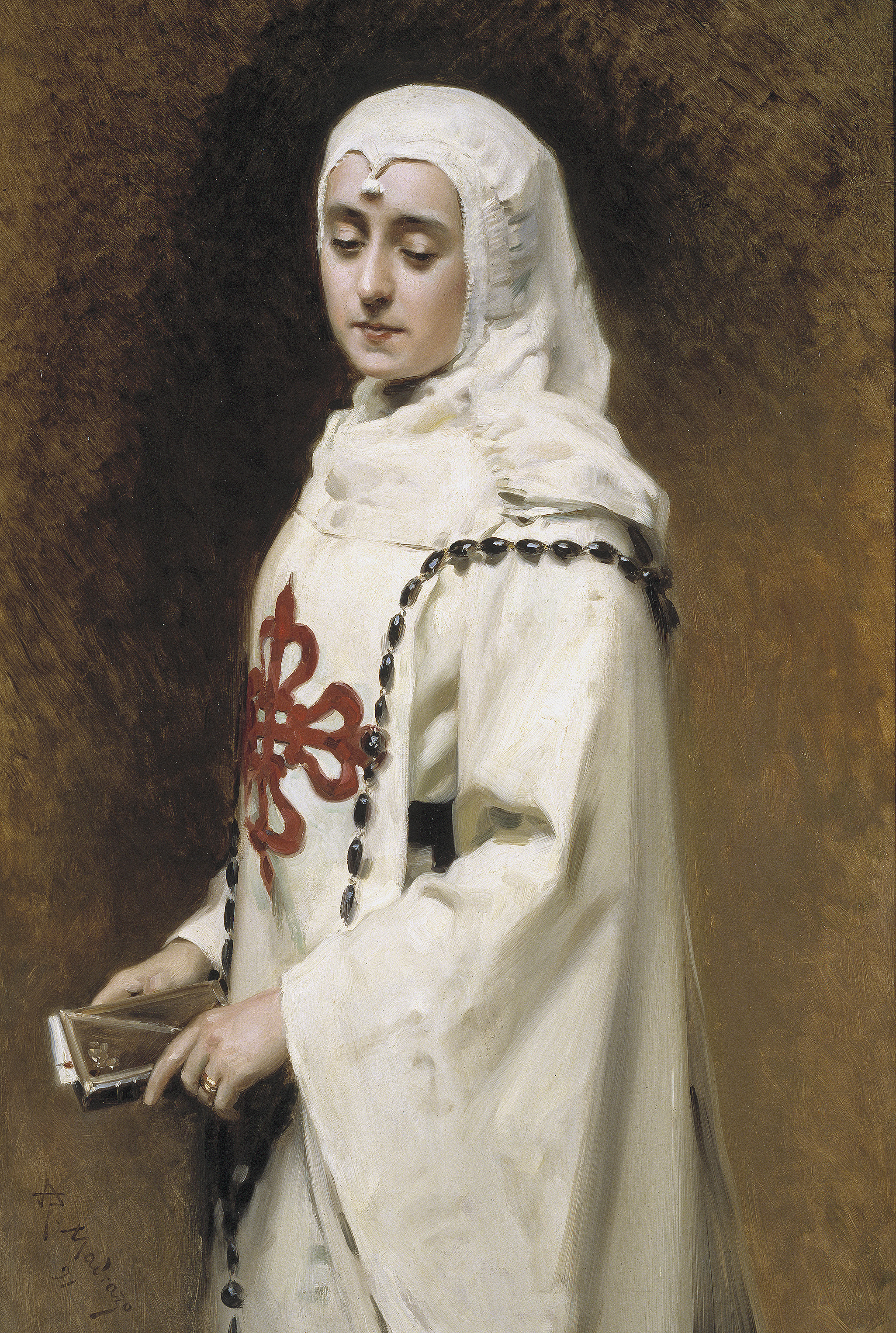
María Guerrero dans le rôle de Doña Inés, par Raimundo de Madrazo (vers 1891)
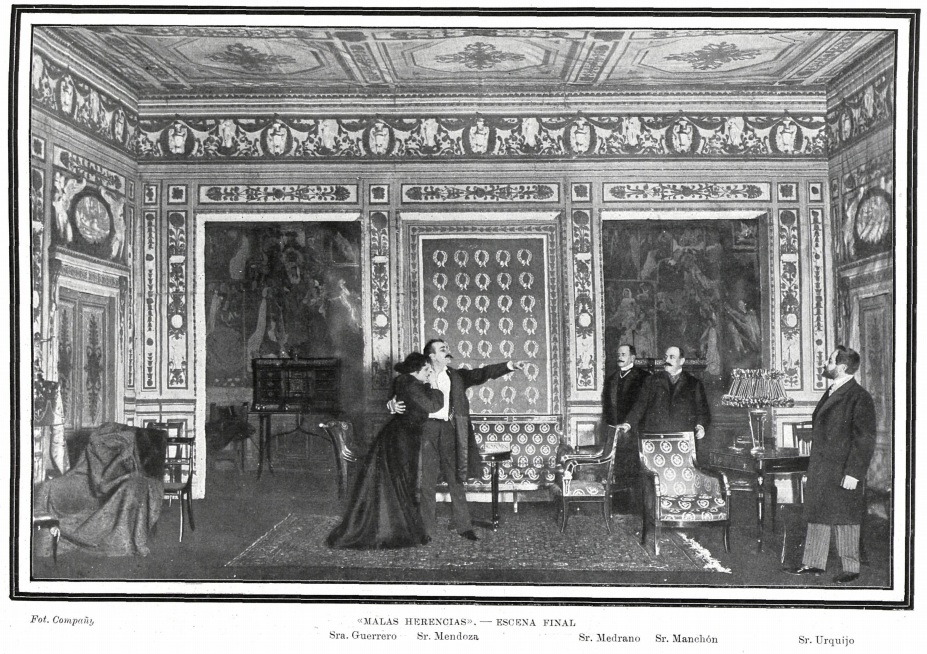
Scène finale de Malas herencias, avec María Guerrero. Photographie de Manuel Compañy (vers 1903)
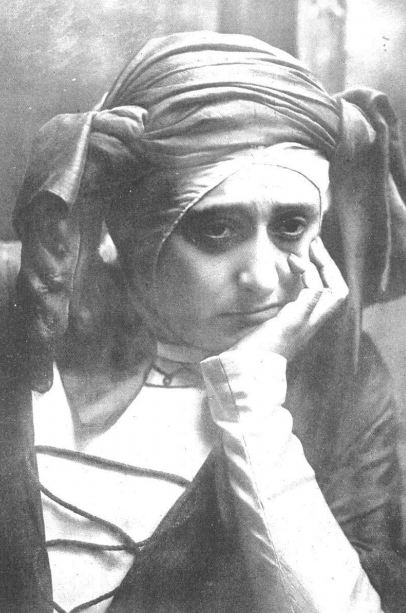
María Guerrero dans le rôle de María Rodríguez de Monroy, dans la pièce Doña María la Brava (1909)
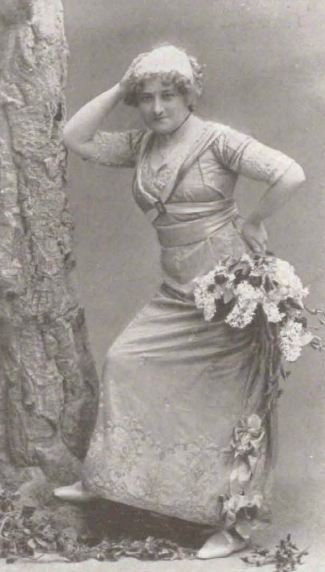
María Guerrero dans La flor de la vida (1911), des frères Álvarez Quintero
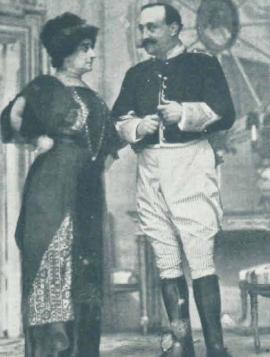
María Guerrero avec Emilio Thuillier dans Doña Desdenes (1912)